# Xenotilapia ornatipinnis
Xenotilapia ornatipinnis är en fiskart som beskrevs av Boulenger, 1901. Xenotilapia ornatipinnis ingår i släktet Xenotilapia och familjen Cichlidae. IUCN kategoriserar arten globalt som livskraftig. Inga underarter finns listade i Catalogue of Life.